# Церковь Димитрия в Поле (Псков)
Церковь Димитрия Солунского Мироточивого (Дмитрия Мироточивого с Поля ) — православный храм в Пскове. Памятник истории и культуры федерального значения XV—XVI веков. Находится посреди Дмитриевского кладбища на левом берегу Псковы

## Описание
Четырёхстолпный четверик храма, имеет три апсиды. С западной стороны расположен притвор и колокольня из трех ярусов, верхние ярусы имеют по шесть граней, которые завершаются лопастями и шпилем.
Церковь имеет южный придел более поздней постройки с одной апсидой, который завершается малой главкой на декоративном барабане. Храм имеет скромный декор фасадов, что типично для храмовой архитектуры Пскова XVI в. Световой барабан главного храма имеет декоративный пояс, образованный из двумя рядами поребрика и рядом бегунца, расположенным между ними. Западные столбы четверика в нижней части на высоту роста человека покрашены белой масляной краской, в верхней части имеется живопись масляными красками.
Сложен из местной известняковой плиты, с использованием известкового раствора, обмазан и побелен.

### Размеры
Длина храма по оси запад — восток — 22 м, ширина — 8 м. Длина придела — 21,5 м, ширина — 8 м.

## История
- Каменная церковь, освященная во имя Св. Дмитрия, построена в 1543 г. в монастыре. В псковской летописи сказано: «…в лета 7042 поставлена бысть церковь святый мученик Дмитреи в поли в монастыри…»
- Церковь упоминается в различных источниках второй половины XVI и начала XVII в. Она называется «…с поля, что на Столбицкой дороге над Псковою…», «…на всполье, из-за Петровских ворот…».
- 1685 г. — крестьяне Дмитриевского монастыря участвовали в сооружении кровли городских стен Пскова.
- 1698 г. — Дмитриевский монастырь из-за Петровских ворот владел 28 дворами.
- 1615 г. — монастырь разорен шведскими интервентами, но вскоре восстановлен.
- 1763 г. — дано первое краткое описание церкви, приписанной к архиерейскому дому, церковь названа «…за Петровскими воротами, с поля…». Церковь сложена из камня, покрыта тесом, дощатая глава опаяна жестью, колокольня также каменная, имеется четыре колокола.
- 1782 г. — на средства псковского купца Вуколы Евстафьевича Поднебесного построен придел, освященный во имя Введения во храм Богородицы.
- Начало XIX в. — церковь указывается приходской.
- 1808 г. — церковь предполагалось снести по причине ветхости, но снос церкви запрещен Святейшим Синодом.
- 1864 г. — надстроен придел, после чего псковская духовная консистория решила надстроить деревянным срубом колокольню.
- 1876 г. — установлен новый иконостас в главном храме, а в 1882 г. — и в приделе.
- В декабре 1937 г. были арестованы и вскоре расстреляны оба служивших в церкви протоиерея — Алексей Васильев и Константин Знаменский[1].
- К лету 1941 г. церковь ещё числилась действующей, но богослужения в ней не совершались «за отсутствием священника». В период оккупации в храме служил священник Георгий Бенигсен (1915—1993), возродивший приходскую жизнь.
- До конца 1980-х годов являлась одним из пяти действующих православных храмов Пскова.
- 1960 г. Постановлением Совета Министров РСФСР № 1327 от 30 августа храм, как памятник республиканского значения, взят под охрану государства.
- Решением Псковского городского исполкома 21 сентября 1960 г. кладбище у церкви закрыто для захоронений.
- В январе 1990 г. у южной стены храма погребён митрополит Иоанн (Разумов).

### Церковная жизнь
- С 1915 г. здесь служил священник Алексий Черепнин. Он учился в Псковской духовной семинарии вместе с будущим Патриархом Тихоном (Беллавиным). Его арестовали в 1938 г. в возрасте 80 лет, умер священник в ленинградской тюрьме.
- Настоятель храма иерей Александр Николаев.

## Виды церкви

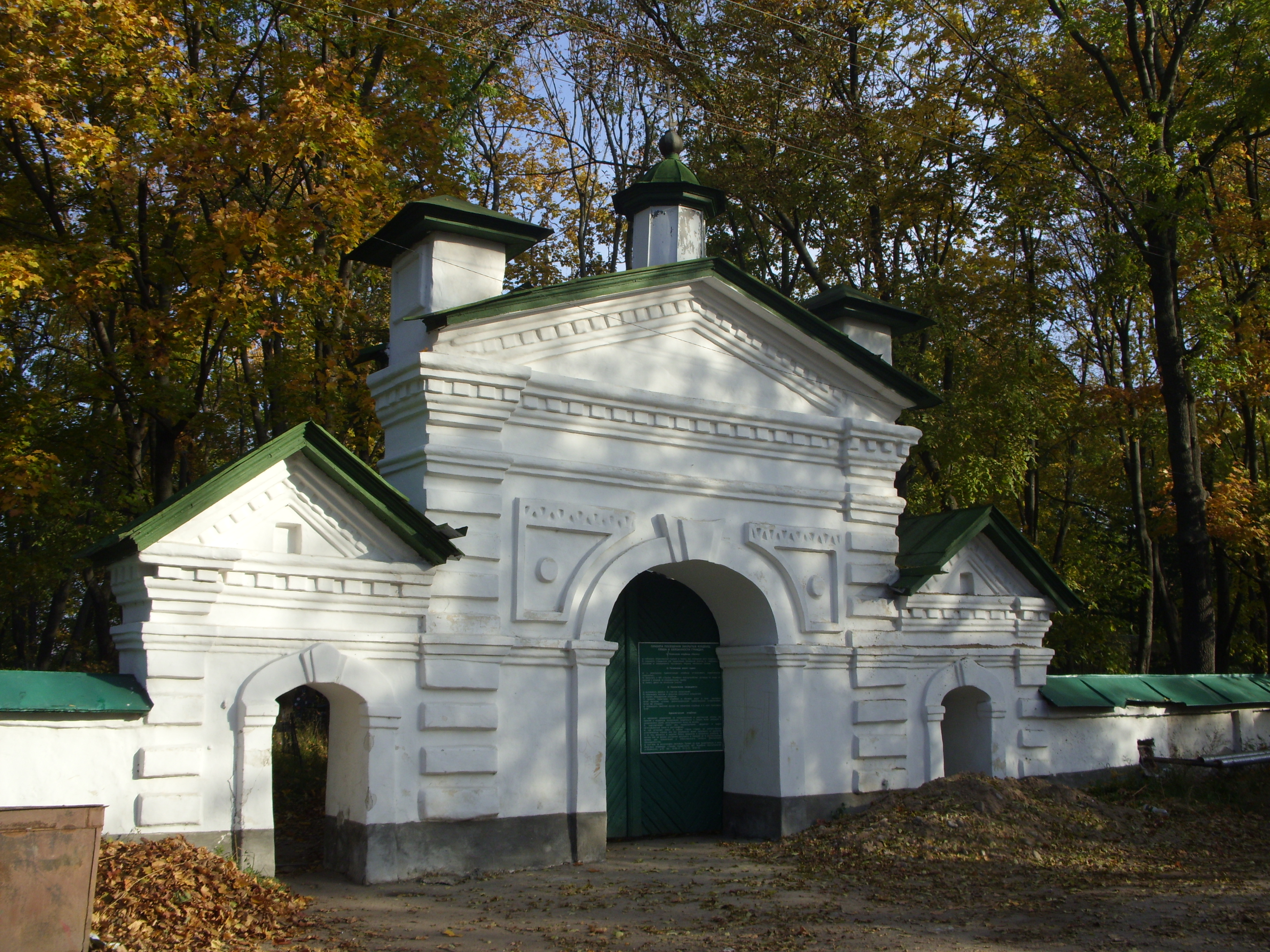
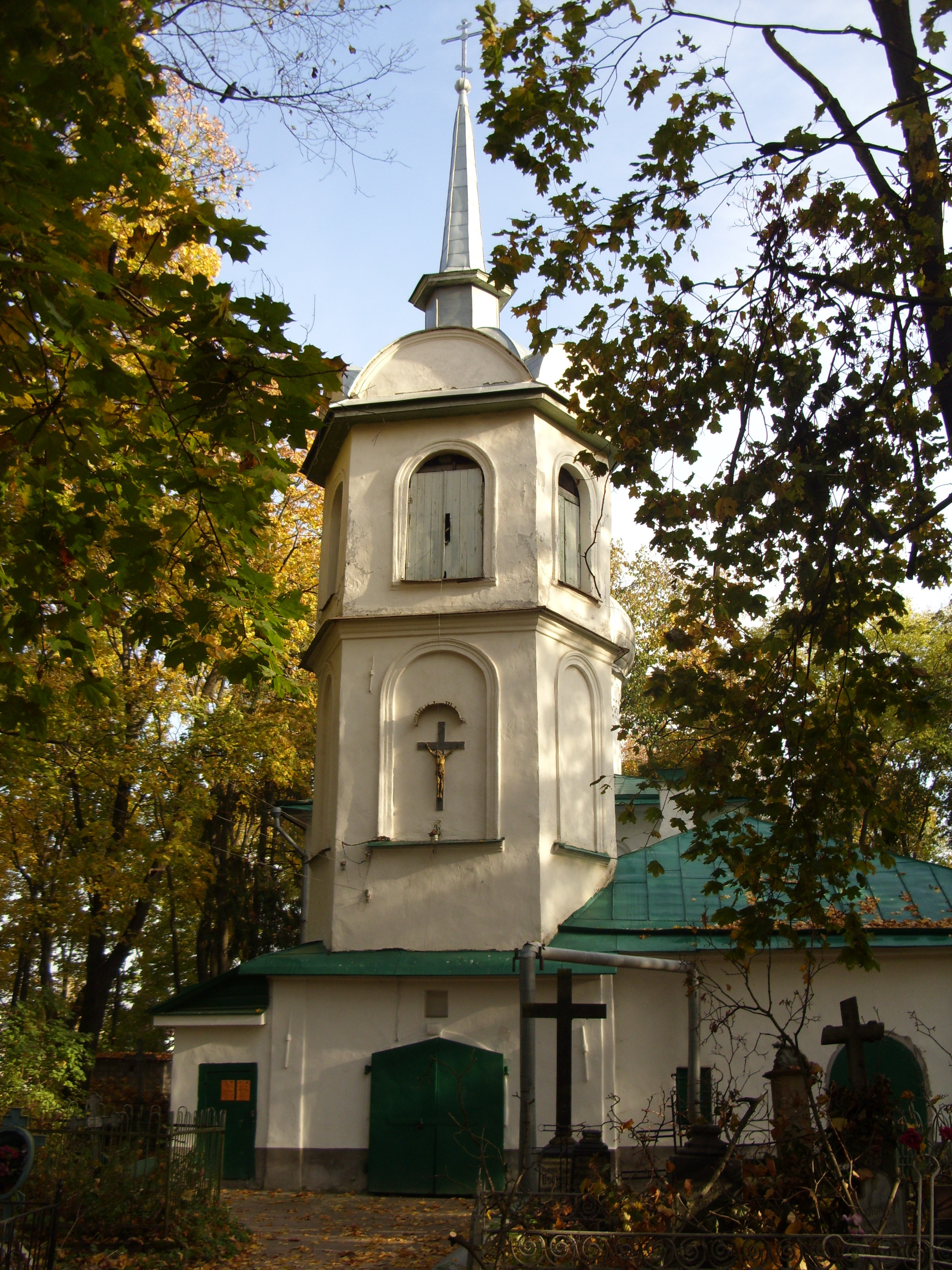
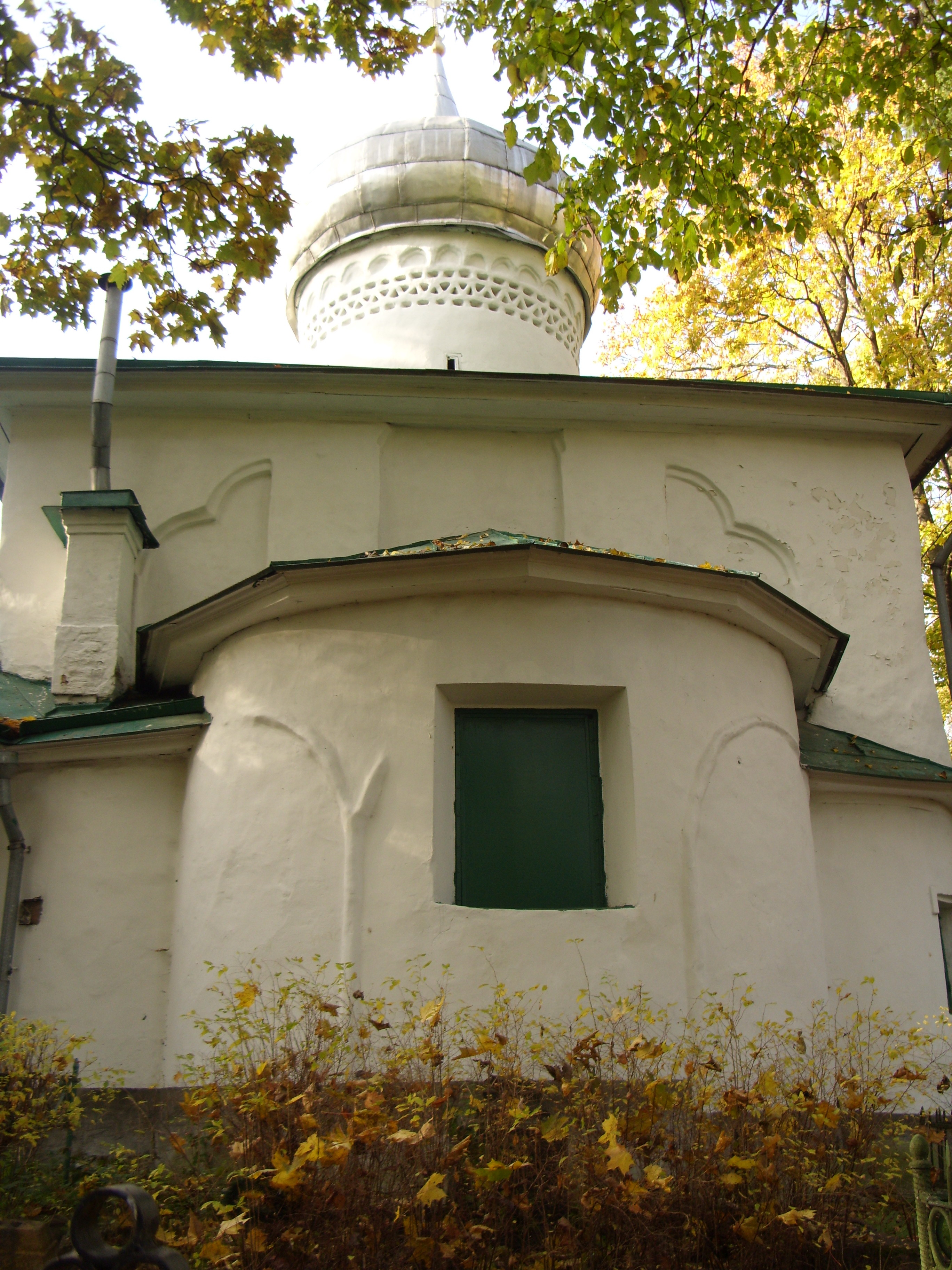
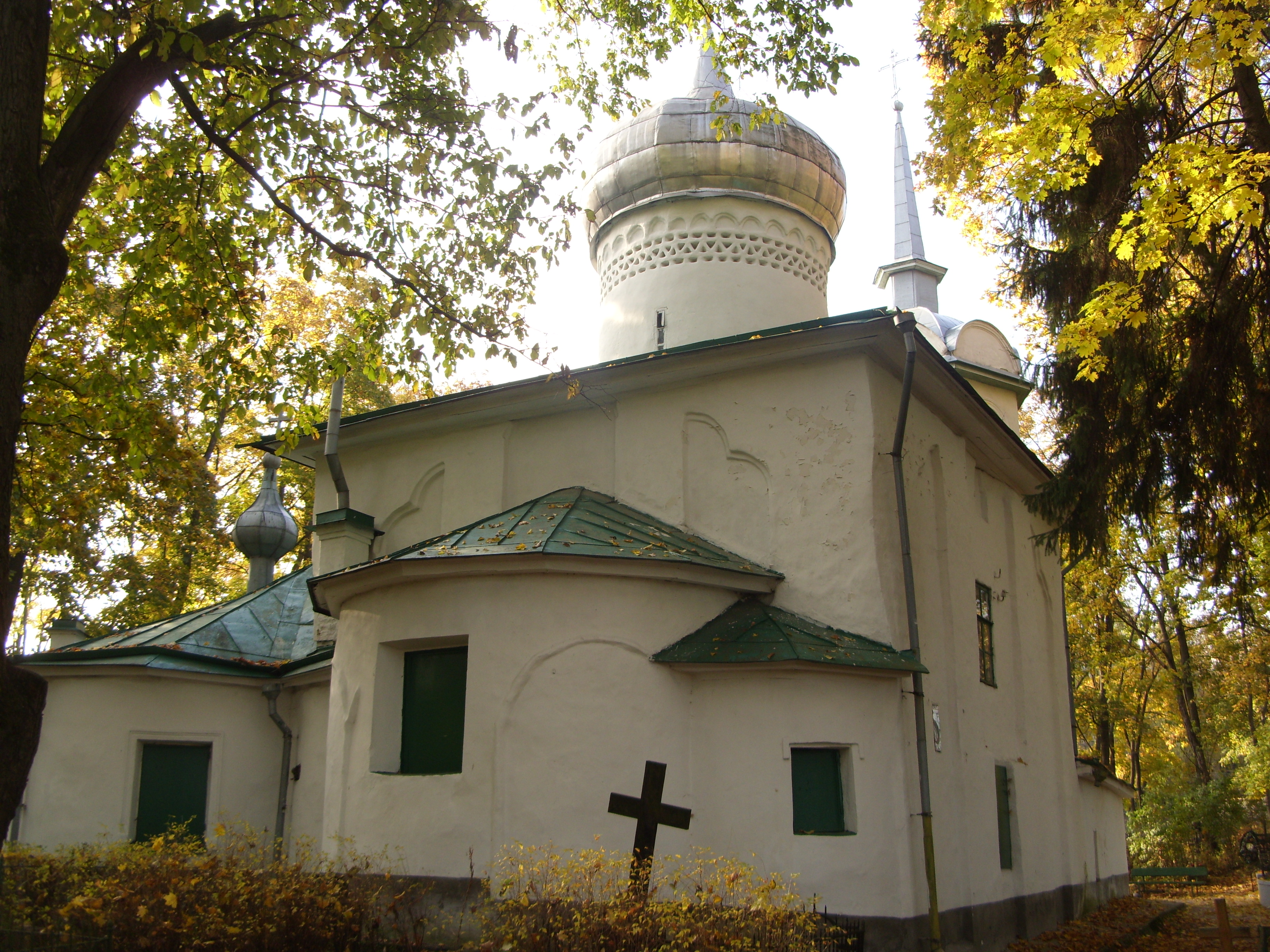

## Дмитриевское кладбище
- Кладбище возникло вокруг церкви в начале XIX века, здесь хоронили монахинь Старо-Вознесенского монастыря.
- По решению Псковской духовной консистории в 1862 г. отделена оградой часть кладбища для погребения католиков. На католическом участке находится могила художника Владимира Оттовича Рехенмахера, ученика И. Е. Репина.

На кладбище похоронены известные жители Пскова:
- М. А. Назимов (1801—1888) — декабрист, друг М. Ю. Лермонтова
- родственники декабриста Ивана Пущина, лицейского друга А. С. Пушкина
- И. И. Василёв (1936—1901), основатель Псковского Археологического Общества, Почётный гражданин города Пскова
- участники Отечественной войны: Е. П. Назимов и В. М. Бибиков
- Митрополит Псковский и Порховский в 1954—1987 гг. Иоанн (Разумов), почивший в 1990 году
- Ф. М. Плюшкин, предприниматель и коллекционер произведений искусства
- И. Н. Скрыдлов, директор народных училищ Псковской губернии, отец адмирала Н. И. Скрыдлова, убитого в Петрограде в 1918 г.
- Б. С. Скобельцын, архитектор, реставратор
- В. А. Порошин, артист
- В. В. Курносенко (1947—2012) — писатель, врач
- на этом же кладбище погребены некоторые директора Псковской гимназии
- Н. Ф. Левин (27.10.1928-10.07.2017) — краевед, Почётный гражданин города Пскова

Кладбище официально является закрытым. Захоронения осуществляются только в родственные могилы.